# Dwunastkowy system liczbowy
Dwunastkowy system liczbowy (duodecymalny system liczbowy) – pozycyjny system liczbowy, w którym podstawą jest liczba 12. Do zapisu liczb potrzebne jest dwanaście cyfr: poza cyframi dziesiętnymi od 0 do 9 używa się pierwszych dwóch liter alfabetu łacińskiego: A i B.

## Zapis liczbowy w systemie dwunastkowym
Liczby zapisuje się tu jako ciągi cyfr, z których każda jest mnożnikiem kolejnej potęgi liczby 12, np. liczba zapisana w dziesiętnym systemie liczbowym jako 1000, w dwunastkowym przybiera postać 6B4, gdyż:
6×122 + 11×121 + 4×120 = 864 + 132 + 4 = 1000.
| •  | 2  | 3  | 4  | 5  | 6  | 7  | 8  | 9  | A  | B  | 10  |
| -- | -- | -- | -- | -- | -- | -- | -- | -- | -- | -- | --- |
| 2  | 4  | 6  | 8  | A  | 10 | 12 | 14 | 16 | 18 | 1A | 20  |
| 3  | 6  | 9  | 10 | 13 | 16 | 19 | 20 | 23 | 26 | 29 | 30  |
| 4  | 8  | 10 | 14 | 18 | 20 | 24 | 28 | 30 | 34 | 38 | 40  |
| 5  | A  | 13 | 18 | 21 | 26 | 2B | 34 | 39 | 42 | 47 | 50  |
| 6  | 10 | 16 | 20 | 26 | 30 | 36 | 40 | 46 | 50 | 56 | 60  |
| 7  | 12 | 19 | 24 | 2B | 36 | 41 | 48 | 53 | 5A | 65 | 70  |
| 8  | 14 | 20 | 28 | 34 | 40 | 48 | 54 | 60 | 68 | 74 | 80  |
| 9  | 16 | 23 | 30 | 39 | 46 | 53 | 60 | 69 | 76 | 83 | 90  |
| A  | 18 | 26 | 34 | 42 | 50 | 5A | 68 | 76 | 84 | 92 | A0  |
| B  | 1A | 29 | 38 | 47 | 56 | 65 | 74 | 83 | 92 | A1 | B0  |
| 10 | 20 | 30 | 40 | 50 | 60 | 70 | 80 | 90 | A0 | B0 | 100 |

## Zastosowanie systemu dwunastkowego

### Zastosowanie systemu dwunastkowego w historii i obecnie
W niewielkim zakresie systemu dwunastkowego używano w starożytnym Rzymie, gdzie starożytna jednostka monetarna As (jednostka monetarna lub wagowa) składała się z 12 uncji.
Również średniowieczny system monetarny w Europie opierał się częściowo na systemie dwunastkowym: pieniądze liczono m.in. w solidach, które zawierały po 12 denarów. (pozostałość tego systemu monetarnego przetrwała do drugiej połowy XX w. w krajach powiązanych kulturowo z Wielką Brytanią, a w samej Wielkiej Brytanii aż do roku 1971, gdzie aż do tej daty szyling dzielił się na 12 pensów).
Od średniowiecza aż do XIX w. (a w krajach anglosaskich, zwłaszcza w USA – do chwili obecnej) mierzono długość w stopach, calach, liniach i punktach, gdzie stopa = 12 cali, cal = 12 linii, linia = 12 punktów.
Do dziś w Polsce używa się takich, wywodzących się z systemu dwunastkowego, pojęć jak tuzin (12 sztuk) i gros (12 tuzinów – 144 sztuki). W niektórych językach istnieje także pojęcie „wielki gros” (ang. great gross, hol. groot gros) określające liczbę 1728 stanowiącą 12 grosów (tuzin do potęgi trzeciej).

### Ograniczenia stosowania systemu dwunastkowego

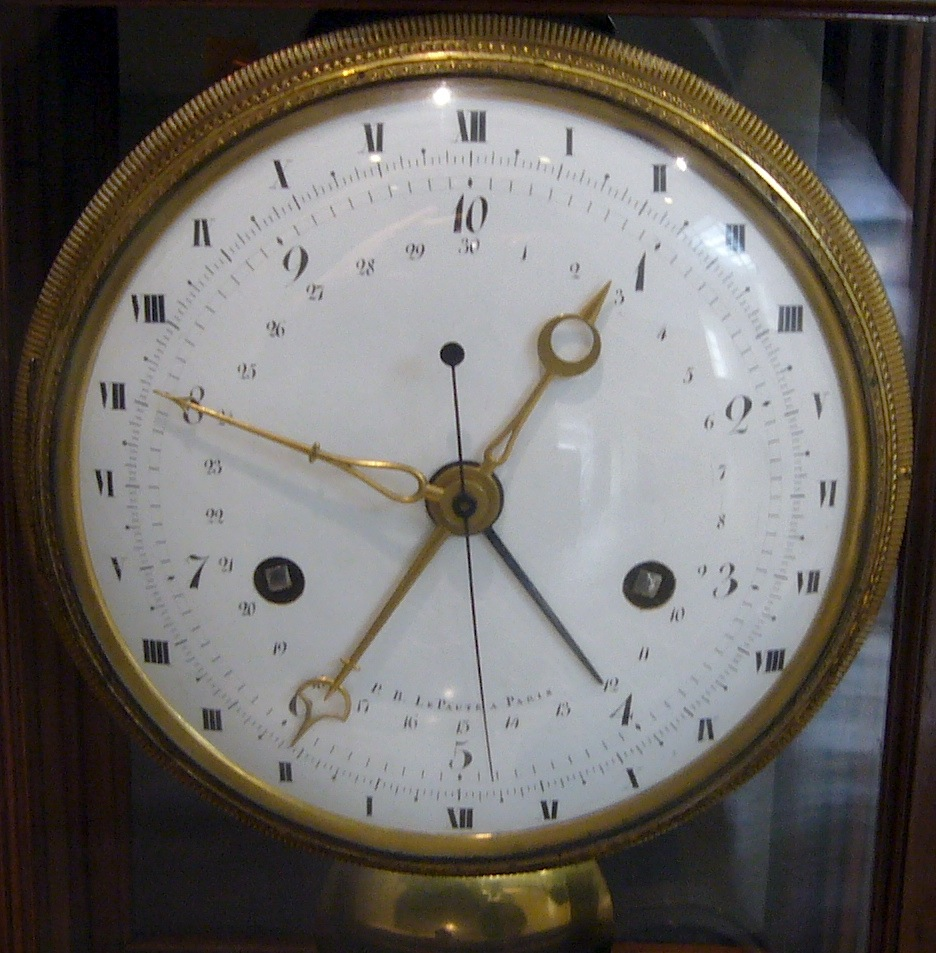
Zegar z czasów rewolucji francuskiej z 10-godzinną tarczą jako przykład próby wyeliminowania systemu dwunastkowego z rachuby czasu.

Ciągle istnieje tendencja do rugowania systemu dwunastkowego z życia społecznego i zastępowania go systemem dziesiętnym. Wyrazem tego są np. wspomniane reformy walutowe z przełomu lat 60. i 70. XX w. m.in. w Wielkiej Brytanii, Nowej Zelandii i Australii, które wyeliminowały system dwunastkowy z dziedziny finansowej. Także obecnie pojawiają się ograniczenia w stosowaniu tradycyjnych jednostek miar opartych na systemie dwunastkowym.
Najbardziej radykalną próbę wyeliminowania systemu dwunastkowego podjęto w czasie Wielkiej Rewolucji Francuskiej. Planowany był podział doby na 10 godzin, godziny na 100 minut po 100 sekund. Nowa godzina liczyłaby 144 dawne minuty. Wprowadzono za to, czasowo, 30 dniowe miesiące z 10-dniowymymi tygodniami zobacz: Francuski kalendarz rewolucyjny.